# Phaeosphecia opaca
Phaeosphecia opaca là một loài bướm đêm thuộc phân họ Arctiinae, họ Erebidae.